# Eewal (Leeuwarden)
De Eewal is een straat in de binnenstad van Leeuwarden in de Nederlandse provincie Friesland. 

## Geschiedenis
In 1504 was er sprake van de opper Eewal en in de 17e eeuw van Oude Eewal (noordzijde), Nieuwe Eewal en Oranje Eewal. De Eewal is genoemd naar de Dokkumer Ee die hierlangs stroomde. Het vormde de scheiding tussen de beide terpen van Nijehove. Dit deel van de gracht werd in 1884 werd gedempt en daaroverheen werd de huidige straat aangelegd. De arts Petrus Camper verhuisde in 1779 naar de Eewal.

## Monumenten
De Eewal telt 28 rijksmonumenten en 3 gemeentelijke monumenten (Eewal 68, 84 en 88a).

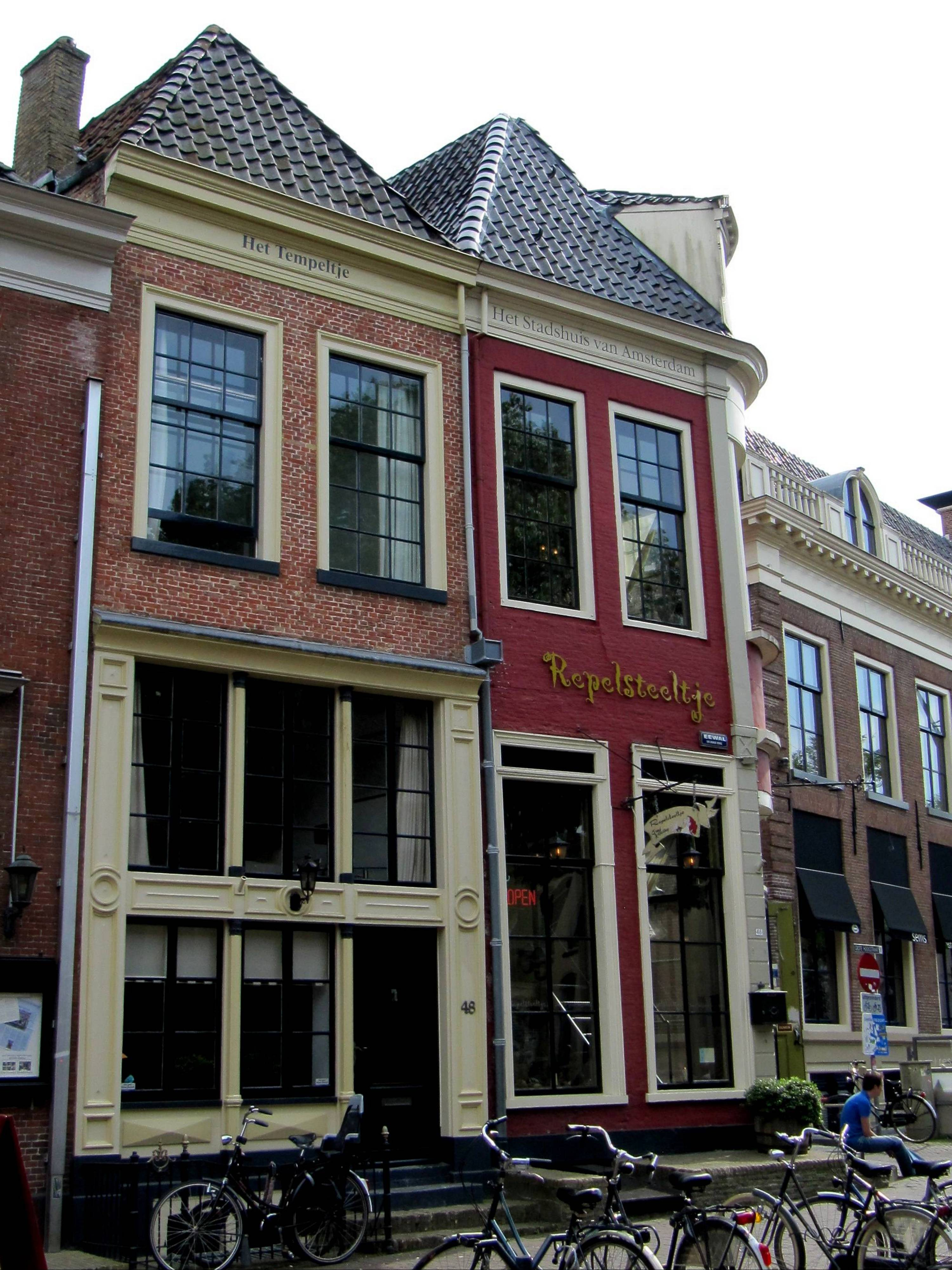
Eewal 48
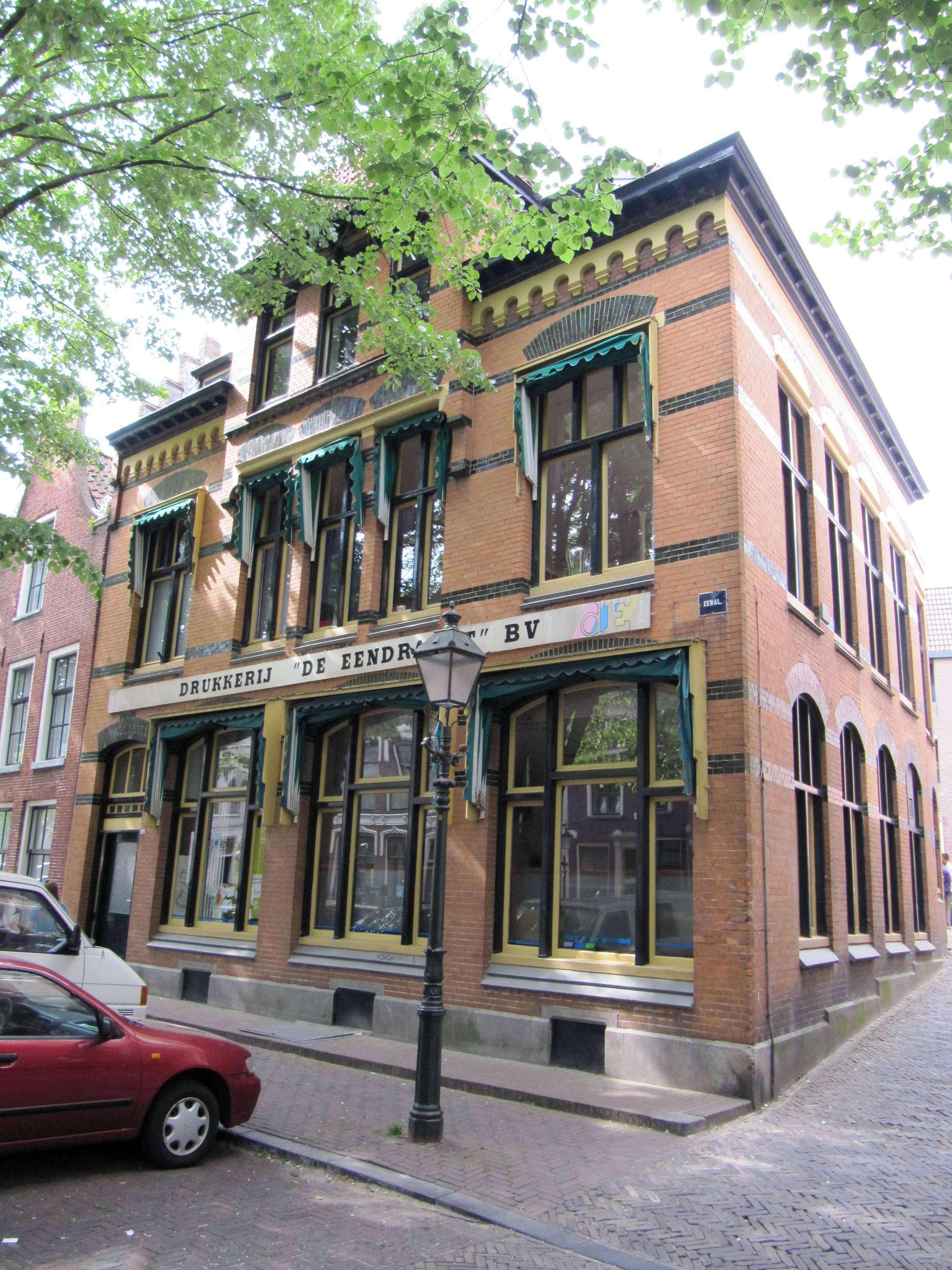
Eewal 55
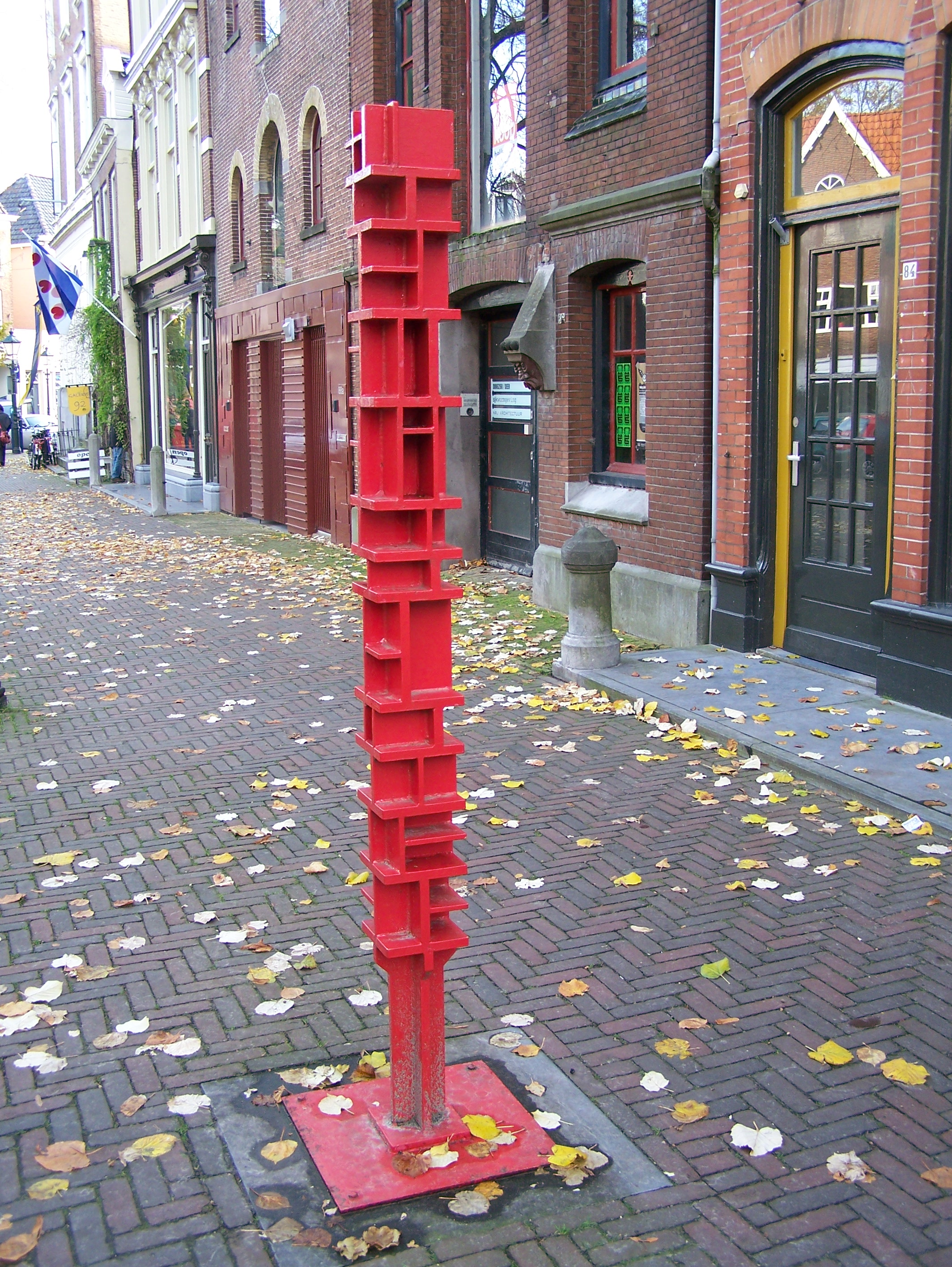
Een kunstwerk van Herman van der Heide stond bij Eewal 84